# Río de Oro

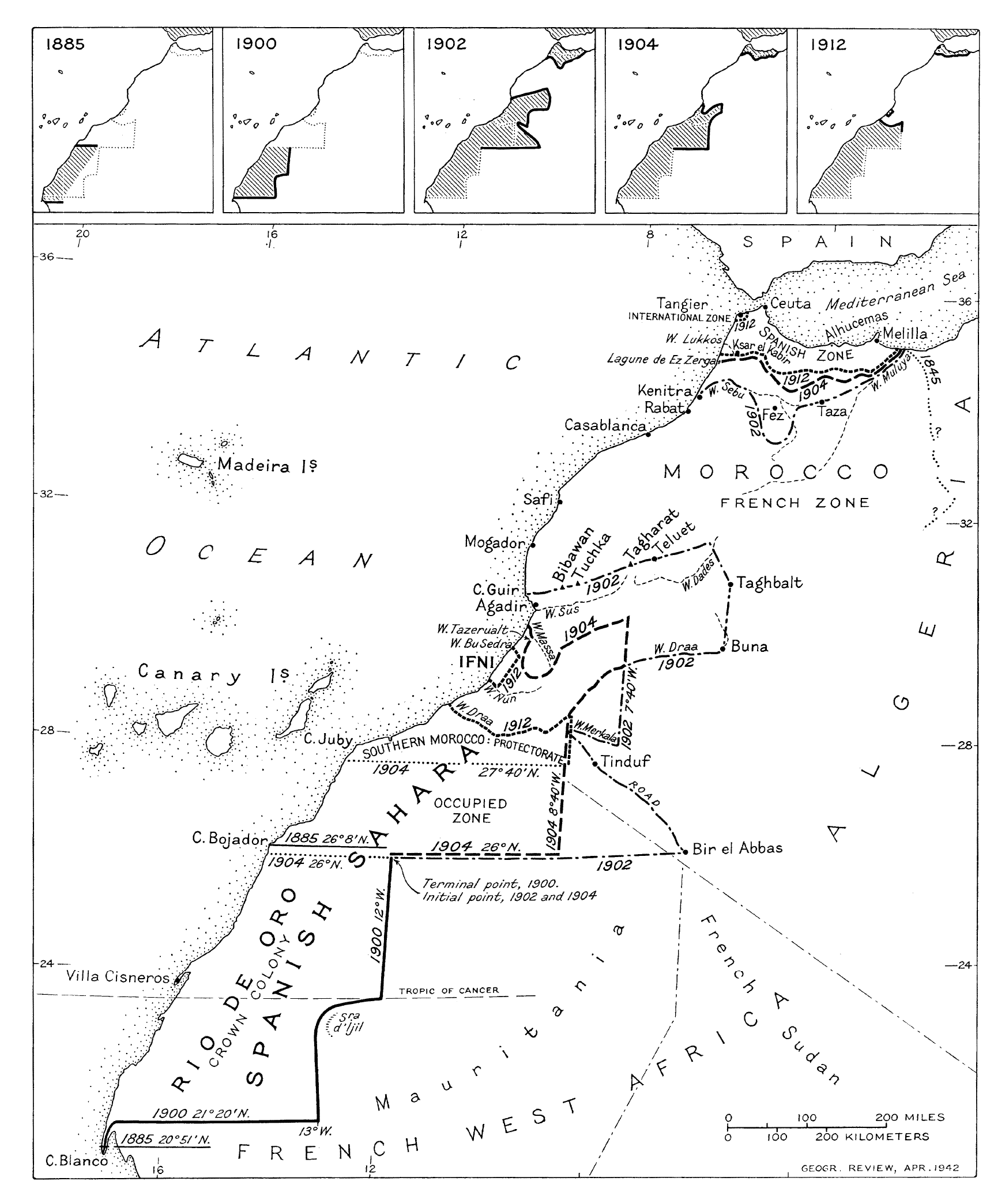
Rio de Oro som del av Spanska Sahara.

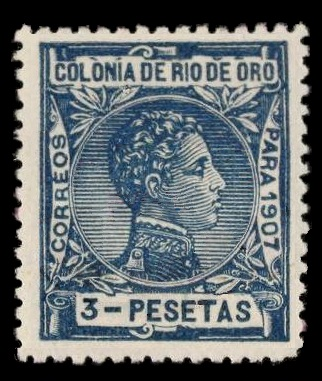
Frimärke från Río de Oro med valören tre pesetas avbildande kung Alfons XIII av Spanien.

Río de Oro (spanska för "guldfloden", på arabiska: وادي الذهب, Wadi al-Dhahab, med samma betydelse) var det södra av de två territorier som utgjorde Spanska Sahara (det norra var Saguía el Hamra) och sträckte sig från 26°N (inledningsvis, 1885-1904, från Cabo Bojador) i norr till Cabo Blanco i söder.
Området är nederbördsfattigt och därför glesbefolkat och beboddes ursprungligen huvudsakligen av nomadiska sahrawier. Havet utanför är däremot fiskrikt, på grund av den kalla och näringsrika Kanarieströmmen, och Spanien gjorde på 1880-talet (se Berlinkonferensen och Kapplöpningen om Afrika) anspråk på kusten mellan Kap Bojador och Kap Blanco för att tillvarata de kanariska fiskeintressena. Frankrike (se Franska Västafrika) motsatte sig en spansk expansion inåt land men år 1900 gjordes en gränsöverenskommelse mellan länderna. Spanien drog sig tillbaka 1976, varefter området delades upp mellan Marocko och Mauretanien (se Västsahara).
Namnet härrör från den portugisiske upptäcktsresanden Afonso Gonçalves Baldaia som 1436 hävdade att viken innanför Río de Oro-halvön var mynningen på den legendariska Guldfloden ("Rio do Ouro" på portugisiska). Efter Alcáçovas-fördraget 1479 grundades territoriets blivande huvudort Villa Cisneros av Spanien som en befäst bosättning 1502 på Río de Oro-halvön.